# Massimiliano Giri
Massimiliano Giri (San Marino, 23 febbraio 1977) è uno scrittore sammarinese.

## Biografia
Massimiliano Giri cresce artisticamente nella scuola di scrittura professionale dell’editor Mondadori Franco Forte.
Appassionato di letteratura di genere, pubblica racconti e romanzi spaziando in diversi generi letterari, dalla fantascienza al giallo, dalla spy story al thriller. Esordisce con la narrativa nel 2012, pubblicando alcuni racconti sulle riviste Writers Magazine Italia e Robot. Nel 2015 e nel 2016 vince il premio Giallolatino Mondadori (Collana Segretissimo) e nel 2018 si aggiudica il premio Urania Short per il miglior racconto di fantascienza. Nel 2018 inizia l’attività di editor e docente di scrittura creativa. Nel 2020, con il romanzo Il senso delle parole rotte, vince il Premio Alberto Tedeschi e pubblica nella collana Il Giallo Mondadori.

## Premi e riconoscimenti
- 2015 - Premio Giallolatino, con il racconto Gli Squali di Aden.
- 2016 - Premio Giallolatino, con il racconto Operazione cinque cerchi.
- 2018 - Premio Urania Short, con il racconto I polmoni del nuovo mondo.
- 2020 - Premio Alberto Tedeschi Mondadori, con il romanzo Il senso delle parole rotte.

## Opere

### Romanzi
- 2020 - Il senso delle parole rotte (Mondadori - Il Giallo Mondadori)

### Racconti in appendice a romanzi
- 2015 - Gli squali di Aden (Segretissimo Mondadori) in appendice al romanzo Un cimitero sul fiume Kwai di Gerard de Villiers.
- 2016 - Operazione Cinque Cerchi (Segretissimo Mondadori) in appendice al romanzo Massacro ad Amman di Gerard de Villiers.
- 2018 - I polmoni del nuovo mondo, (Urania Mondadori) in appendice al romanzo Simbionti di Claudio Vastano.

### Racconti su riviste
- 2012 - Estinti - Writers Magazine Italia
- 2012 - L'Alchimista - Robot
- 2013 - Maternità post apocalittica - Dimensione cosmica, Tabula fati
- 2013 - Come l'aria - Writers Magazine Italia
- 2014 - L'estrattore - Dimensione cosmica, Tabula fati
- 2014 - Cuore d'inchiostro - Writers Magazine Italia
- 2016 - La neve di Rongelap - Writers Magazine Italia
- 2023 - Maternità post apocalittica - Dimensione cosmica, Tabula fati

### Racconti in antologie
- 2012 - Estinti - antologia Il magazzino dei Mondi - Delos Books Editore
- 2013 - Nella bocca del Bosforo, antologia Horror Polidori (Vol. 1), Nero Press edizioni.
- 2016 - Il contributo dei surrogati - antologia Il magazzino dei Mondi - Delos Books Editore
- 2019 - Un cuore forte come il mio - antologia Pirati e gregari, Augh edizioni

### Racconti pubblicati in ebook
- 2014 - Madre di sangue - collana Bus Stop, Delos Digital
- 2015 - Il tatuatore di Asakusa - collana Dream Force, Delos Digital